# Lindenstraße 13 (Moorenweis)
Die Lindenstraße 13 ist ein Dreiseithof in Moorenweis. Das Wohnhaus 
– ein zweigeschossiger Putzbau mit neugotischer Eingangstür und Satteldach, bezeichnet 1864, umgebaut am Ende des 19. Jahrhunderts – ist unter der Nummer D-1-79-138-31 als Denkmalschutzobjekt in der Liste des Bayerischen Landesamtes für Denkmalpflege eingetragen.